# Joseph Plantevin
 (juin 2021).
Si vous disposez d'ouvrages ou d'articles de référence ou si vous connaissez des sites web de qualité traitant du thème abordé ici, merci de compléter l'article en donnant les références utiles à sa vérifiabilité et en les liant à la section « Notes et références ».
Pour les articles homonymes, voir Plantevin.
Joseph Plantevin, né le 19 novembre 1923 à Meyras, en Ardèche, et mort le 25 décembre 1993 à Toulon (Var), est un général de la Légion étrangère. Élève de Saint-Cyr, il était marié à Andrée Thomas, fille du célèbre résistant Charles Thomas, décédée le 11 août 2017 à Toulon.
Il participe à la guerre d'Indochine, à la guerre d'Algérie, et à de nombreuses campagnes de la Légion. Il sert ensuite dans de nombreux postes d'officier de Légion à Madagascar et Aubagne.
Après la Légion, le colonel Plantevin sert à Baden-Baden, puis est affecté en poste à Toulon. Il est admis en 2e section des officiers généraux. Retiré du service actif il meurt dans la région de Toulon.

## Carrière militaire
Trop jeune pour être incorporé en 1939, il rejoint le chantier de jeunesse no 9 le 1er juillet 1943, jusqu’au 31 janvier 1944, puis il intègre les Forces françaises de l'intérieur le 18 août 1944 (affectation non validée par CAFFI). Engagé volontaire pour la durée de la guerre au 3e bataillon de FFI de l’Ardèche en qualité de 2e classe le 8 septembre 1944, il passe à la compagnie de subdivision de Valence le 1er juin 1945, avec le grade de sergent. Le 5 juillet, il entre à l’école militaire interarmes de Saint-Cyr Coëtquidan. Il est nommé au grade d’aspirant de réserve le 26 décembre 1945.
Il rejoint l’École d’application de l'infanterie le 3 avril 1946 et est nommé au grade de sous-lieutenant le 25 décembre 1946.

### La Légion
Désigné pour servir au dépôt commun des régiments étrangers (DCRE) à Sidi Bel Abbès, il est affecté à la compagnie de passage no 1 le 19 avril 1947. Il est envoyé au groupement des compagnies portées de la Légion étrangère à Agadir le 5 mai, et sert à la 2e compagnie à Taroudant (Oued Souss).
Le 29 janvier 1948, il rejoint la CP 1 du DCRE à Sidi Bel Abbès pour participer à la relève « EO ».
Débarqué à Saïgon, il est affecté à la 723e compagnie de réparation automobiles de Légion étrangère (CRALE) le 14 mai 1948. Il y est promu au grade de lieutenant en décembre. Il est muté à la 13e demi-brigade de Légion étrangère (DBLE) le 1er juillet 1949.
Rapatrié sur la métropole, son navire, le Doba, fait naufrage à Cap Hafun en Somalie. L’équipage et les passagers sont sains et sauf. Il est affecté à la compagnie administrative régionale no 8 (CAR 8) pour bénéficier de ses congés de fin de campagne, le 15 août 1950.
En décembre, il rejoint la 7e compagnie du 1er REI à Sidi Bel Abbès pour encadrer un peloton d’élèves gradés.
Volontaire pour un second séjour en « EO », il débarque à Saigon et rejoint la compagnie des camions bennes au 3e bataillon de la 13e DBLE le 22 mai 1953. En septembre, il reçoit le commandement provisoire de la 9e compagnie du 3e bataillon de la DBLE. Blessé, il est évacué de la zone des combats le 25 février 1954. En mai, il passe au 1er bataillon de la 13e DBLE.
Il est rapatrié en métropole le 26 février 1955.
Il est ensuite désigné pour commander la 2e compagnie saharienne portée de Légion étrangère (CSPLE) à Laghouat. Il rejoint son poste le 8 juin 1955.
Nommé au grade d’adjoint stagiaire dans la hiérarchie des Affaires sahariennes le 19 juillet 1955, il est promu au grade de capitaine le 1er octobre 1955.
Désigné pour servir en métropole, il est affecté au détachement de Légion étrangère à Vincennes le 17 décembre 1958.
Du 20 mai 1961 au 30 juin 1962, il commande la compagnie d’instruction des cadres du groupement d’instruction de la Légion étrangère du 1er régiment étranger. Il est promu au grade de chef de bataillon le 1er juillet 1962.
Affecté au 1er RE à Aubagne en octobre, il rejoint très vite la terre d’Afrique. Il passe au 4e REI pour servir à l’état-major tactique no 2 à Ouargla, le 1er avril 1963, puis au 2e REI à Colomb-Béchar, le 1er mai 1964.

### Intermède
De retour en métropole, il est désigné pour la 7e division militaire à Metz le 1er juillet 1965, à disposition du gouverneur militaire de Metz. Il est promu au grade de lieutenant-colonel, le 1er avril 1969.

### De retour à la Légion
Il rejoint le 3e régiment étranger d'infanterie (REI) à Diégo Suarez, le 4 février 1970.
Rapatrié, et après ses congés de fin de campagne, il reçoit le commandement du 1er REI à Aubagne le 1er septembre 1972.

### Vers le chemin des étoiles
En septembre 1974, il est affecté au 41e groupe d’escadrons de quartier général à Baden Oss au sein des forces françaises en Allemagne. Il y est promu au grade de colonel en avril 1975.
Désigné en qualité de délégué militaire du département du Var, il est admis en 2e section des officiers généraux le 20 novembre 1980.

### Titres de guerre et décorations
- Blessé le 25 février 1954 à Ðiện Biên Phủ par balle à l’avant-bras gauche,
- Il est titulaire de cinq citations dont 4 à l’ordre de l’armée.
- Commandeur de l’ordre national du Mérite pour prendre rang le 30 août 1974
- Officier de la Légion d'honneur en mars 1957, chevalier de 1954
- Médaille coloniale avec agrafe « Extrême-Orient »
- Médaille commémorative de la guerre 1939-1945
- Médaille commémorative de la campagne d'Indochine
- Médaille commémorative des opérations de sécurité et de maintien de l'ordre en Afrique française du Nord avec agrafes « Algérie », « Maroc », « Sahara »